# Тригонико
Тригонико или Делино (на гръцки: Τριγωνικό, катаревуса Τριγωνικόν, Тригоникон, до 1927 година Δέλινο, Делино, катаревуса Δέλινον, Делинон) е село в Република Гърция, част от дем Сервия в област Западна Македония.

## География
Тригонико е разположено на 750 m надморска височина, на 8 km югозападно от Сервия.

## История

### В Османската империя
В 1528 година Делино има 82 домакинства с 369 жители.
Църквата „Успение Богородично“ е от 1539 година, а „Свети Димитър“ – от 1740 година.
На Етнографската карта на Битолския вилает на Картографския институт в София от 1901 година Долно е чисто гръцко село в Серфидженската каза на Серфидженския санджак с 30 къщи.
Според статистика на Серфидженския санджак на гръцкото консулство в Еласона от 1904 година в Делино (Δέλινο), Серфидженска каза, живеят 250 гърци елинофони християни.

### В Гърция
През октомври 1912 година, по време на Балканската война, в селото влизат гръцки част и след Междусъюзническата война в 1913 година Делино остава в Гърция. В 1927 година е прекръстено на Тригонико, в превод Триъгълно.
Населението традиционно произвежда жито, тютюн, картофи и други земеделски продукти, като се занимава и със скотовъдство.
| Година    | 1913 | 1920 | 1928 | 1940 | 1951 | 1961 | 1971 | 1981 | 1991 | 2001 | 2011 | 2021 |
| --------- | ---- | ---- | ---- | ---- | ---- | ---- | ---- | ---- | ---- | ---- | ---- | ---- |
| Население | 387  | 409  | 484  | 508  | 575  | 628  | 480  | 458  | 381  | 402  | 312  | 239  |